# M. R. B. Cannon
M. R. B. Cannon war ein britischer Hersteller von Automobilen.

## Unternehmensgeschichte
Mike Cannon gründete 1953 das Unternehmen in Tonbridge und begann mit der Produktion von Automobilen und Kits. Der Markenname lautete Cannon. Ende 1966 endete die reguläre Produktion. Einzelstücke fertigte Cannon noch bis etwa 1970. Insgesamt entstanden etwa 120 Exemplare.

## Fahrzeuge
Die zweisitzigen Fahrzeuge waren speziell für den Einsatz in Trials konstruiert. Die Vierzylindermotoren stammten überwiegend vom Ford Ten, einige vom Ford Cortina.